# بازار جهرم
بازار جهرم هي بازار تاريخية تعود إلى عصر الدولة الزندية، وتقع في جهرم.